# ساگون (کوردوبا)
ساگون (کوردوبا) (به اسپانیایی: Sahagún, Córdoba) یک سکونتگاه مسکونی در کلمبیا است که در بخش کوردوبا واقع شده‌است.

## خصوصیات
ساگون ۹۹۲ کیلومترمربع مساحت و ۵۰٬۴۶۰ نفر جمعیت دارد و ۷۱ متر بالاتر از سطح دریا واقع شده‌است.